# Zona Latina
Zona Latina es un canal de televisión por suscripción chileno, perteneciente a la empresa TVI. Fue lanzado el 1 de agosto de 1997 a través del canal 47 de la cableoperadora Metrópolis Intercom, en Santiago.

## Historia
Inicialmente, la programación contaba con la participación de dos animadores del canal: Laura Silva y Jaime Davagnino, que estaban todos los días de 8:00 a 2:00, ofreciendo música latina de grupos y solistas españoles, sudamericanos, italianos y portugueses. 

### Década del 2010
El 9 de abril de 2012, el canal estrenó su primer programa matinal llamado Sabores ¿Qué cocinamos hoy?
Durante el 29 de enero de 2016 denominado como «viernes negro de Vía X» Nataly Chilet ya no será parte como los programas Sabores y Zona de Estrellas, el canal despidió a algunos presentadores y se comenzó una reestructuración, además de una evaluación de antiguos programas para adaptarse a la situación económica de la emisora.
El 17 de febrero de 2016, la cableoperadora VTR comunicó a sus clientes la eliminación de 3 canales de su grilla: Vía X, ARTV y Zona Latina, todas propiedad de TVI a partir del 18 de abril del mismo año. A través de una declaración pública, TVI aseguró que la decisión de VTR es «unilateral y arbitraria», ya que mantienen un contrato vigente. Esto motivó a TVI a recurrir a la justicia y a todos los organismos correspondientes para revertir la decisión de VTR.. Dentro del mismo comunicado, indican que las audiencias de los canales Zona Latina y ARTV se han mantenido en los últimos 2 años, y que Vía X subió un 12,6% en el mismo período, según el porcentaje de recepción de los hogares con televisión por suscripción contratada. El 23 de febrero de 2016, la justicia acogió la medida precautoria que logra la permanencia de los canales Vía X, Vía X 2 HD, Zona Latina y ARTV en su parrilla.
Finalmente el tribunal -que decretó el 22 de febrero de 2016 la suspensión del anunciado cambio de grilla programática de VTR- revocó la orden precautoria, puesto que «la empresa de cable cumplió cabalmente con las obligaciones establecidas en el contrato», además de considerar «que las acusaciones de TVI no se ajustaban a la realidad», según afirma la cableoperadora en un comunicado. De esta forma, VTR retiró definitivamente de su parrilla este canal junto a los de TVI y Filmocentro en la madrugada del 13 de julio de 2016.
Después de tres años fuera de su grilla programática, VTR anunció que el 16 de agosto de 2019 se reincorporan los canales de TVI, eliminando a los canales Antena 3 Internacional, TVE Internacional, América Internacional y El Trece Internacional HD.

### Década del 2020
En 2021, Zona Latina hizo su primera transmisión deportiva al transmitir la Copa Libertadores Femenina de aquel año, haciendo énfasis en los equipos chilenos del torneo.

## Programas

### En emisión
- Sabores. Matinal de cocina conducido por Hugo Valencia, Camila "Eloísa" Venegas y Antonella Ríos.
- Zona de estrellas. Programa de espectáculo conducido por Mario Velasco.
- Que te lo digo. Programa de espectáculo conducido por Sergio Rojas.
- La noche premia. Programa de juegos de azar, conducido por Sergio Rojas y Joaquín "Zimdecker" Zim Guzmán.
- Bloque de 2. Videos musicales por partida doble.
- Videos musicales. Los mejores videoclips de música latina, romántica, hip-hop, música chilena, música urbana y otros.
- Una película para tu día. Bloque donde se emiten películas independientes.

### Descontinuados
- Sin Dios ni late. (2008-2024) Late Show que fue conducido por Daniel Fuenzalida.
- Concuerdas Conmigo. (2017-2021) Entrevistas y sesiones en vivo, conducida por María Jimena Pereyra.
- Comilones. (2019-2021) conducidos por José Luis Bibbó y Gabriel Martina.
- No eres tú, soy yo. (2011-2020) Programa que trata temas sobre relaciones afectivas, conducidos por Mario Velasco y María Jimena Pereyra.
- En tu idioma. (2009-2020) Música en inglés subtitulada al español.
- Kachipoon. (2019-2020) conducidos por Melina Noto y Rodrigo Avilés.
- GPS, gente que piensa en salir. (2017-2019). Magazine con datos sobre panoramas, descuentos y eventos musicales, conducida por Victoria Walsh.
- Star Contigo (2017-2018). Noticias del "jet-set" internacional, conducido por Álvaro Ballero.
- El descapotable (2016-2017). Inicialmente como una sección del programa Algo está pasando (2014) de Chilevisión, es un espacio donde se entrevistan diferentes celebridades en un automóvil descapotable conducidas por Amparo Hernández y Valeria Ortega en medio de las calles de Santiago de Chile.
- En vivo y en concierto. (2009-2016). Presentaciones en vivo de artistas internacionales y latinos.
- Magazine (2015-2016). Programa de Entretención, conducida por Jessica Abudinen.
- Ciudad de todos (2013, 2017). Espacio dedicado a mostrar y recorrer localidades de la ciudad de Santiago conducido por Juan Pedro Verdier. Reapareció brevemente durante 2017 como microprograma.
- Zona de reggaeton (2009-2012) Espacio musical conducida por la uruguaya Tamara Primus, Alba Quezada y Carla Ochoa.
- Pura Fibra (2012). Espacio para presentar gimnasia conducida por la uruguaya Tamara Primus.
- Retro de película (2010-2011, 2016-2017). Espacio musical de película conducida por Alejandra Quiroga.
- Retro (2009-2010). Espacio musical por nuestra década conducida por Alejandra Quiroga anteriores Maura Rivera y Jessica Abudinen.
- Nominados (2008-2009). Ranking musical, conducida por Maura Rivera.
- Bienvenido bebé (2006). conducida por María Alberó.
- Cinerama (2006-2009). Programa que encarga las panoramas del cine, conducida por Deborah Contesse.
- El vestidor. Programa de moda, conducida por Claudia Arnello.
- Los diez del corazón. Ranking musical, conducidas por Claudia Arnello, Jessica Soto Huerta y Patricia Larraín.
- Melate (2007). Comentarios de espectáculos, conducidos por Paula Molina, Ricarte Soto y Carlos Costas.
- Música. Historias de vida. Lo mejor de los artistas de su vida, conducida por Deborah Contesse.
- Paz, música y amor (2007). Entrevistas con Paz Bascuñán.
- Producto nacional. Conducida por Laura Silva.
- Sábado & domingo (2001-2004). Conducidos por Claudia Arnello y Jessica Soto Huerta y en el 2004 por Mariel Aereboe y Pedro Llasder.
- Voz en vivo. Pedidos musicales con Soledad Agliati.
- Viña, 50 años de festival (2009). Coproducción junto a Canal 13, con Antonio Vodanovic, Eduardo Fuentes y Maura Rivera desde las 22:00 en Zona Latina.
- Zona joven (2002-2005). Conducidas por Rayén Araya, Carolina Zúñiga, Andrea Labarca y Verónica Calabi.
- Zona Latina en vivo. Recitales.

## Rostros actuales
- Mario Velasco
- Sergio Rojas
- Antonella Ríos
- Luis Sandoval
- Camila Venegas
- Manuel González
- Hugo Valencia
- Adriana Barrientos
- Daniella Campos
- Joaquín "ZimDecker" Zim Guzmán

## Rostros anteriores
- Jaime Davagnino
- Patricia Larraín
- Laura Silva
- Soledad Agliati
- Jessica Soto Huerta
- Claudia Arnello
- Alejandro Montes
- Andrea Labarca
- Rayén Araya
- Carolina Zúñiga
- Verónica Calabi
- Mariel Aereboe
- Pedro Lladser
- Mey Santamaría
- Paz Bascuñán
- Deborah Contesse
- Paula Molina
- Ricarte Soto
- Carlos Costas
- Julio César Rodríguez
- Maura Rivera
- Alba Quezada
- Jesica Alonso
- Tati Penna
- María Alberó
- Carla Ochoa
- Tamara Primus
- Nataly Chilet
- Javiera Suárez
- José Miguel Furnaro
- Álvaro Lois
- Alejandra Quiroga
- Germán Schiessler (Interino)
- Lorena Capetillo
- Emilia Pacheco
- Álvaro Ballero
- Valeria Ortega
- Mafe Bertero
- Victoria Walsh
- Rodrigo Avilés
- Melina Noto
- Gabriel Martina
- Mariela Sotomayor
- José Luis Bibbó
- Vasco Moulian
- Jessica Abudinen
- Faloon Larraguibel
- Cecilia Gutiérrez

- Paula Escobar
- Cathy Barriga

## Eslóganes
| Período   | Eslóganes                              |
| --------- | -------------------------------------- |
| 1997-1998 | Zona Latina, tu nuevo canal.           |
| 1998-2001 | Zona Latina, el canal del corazón.     |
| 2001-2002 | Zona Latina, entretención de verdad.   |
| 2002-2004 | Zona Latina, 100% música en tu idioma. |
| 2004-2006 | Zona Latina, mucho más....             |
| 2006-2011 | Zona Latina, lo escuchas, lo ves.      |
| 2012-2015 | Tu lugar está en Zona Latina.          |
| 2015-2017 | Yo elegí Zona Latina.                  |
| 2018-2019 | Zona Latina, eres tú.                  |
| 2019-2021 | Tu reflejo                             |